# Franziskanerkirche (Przemyśl)

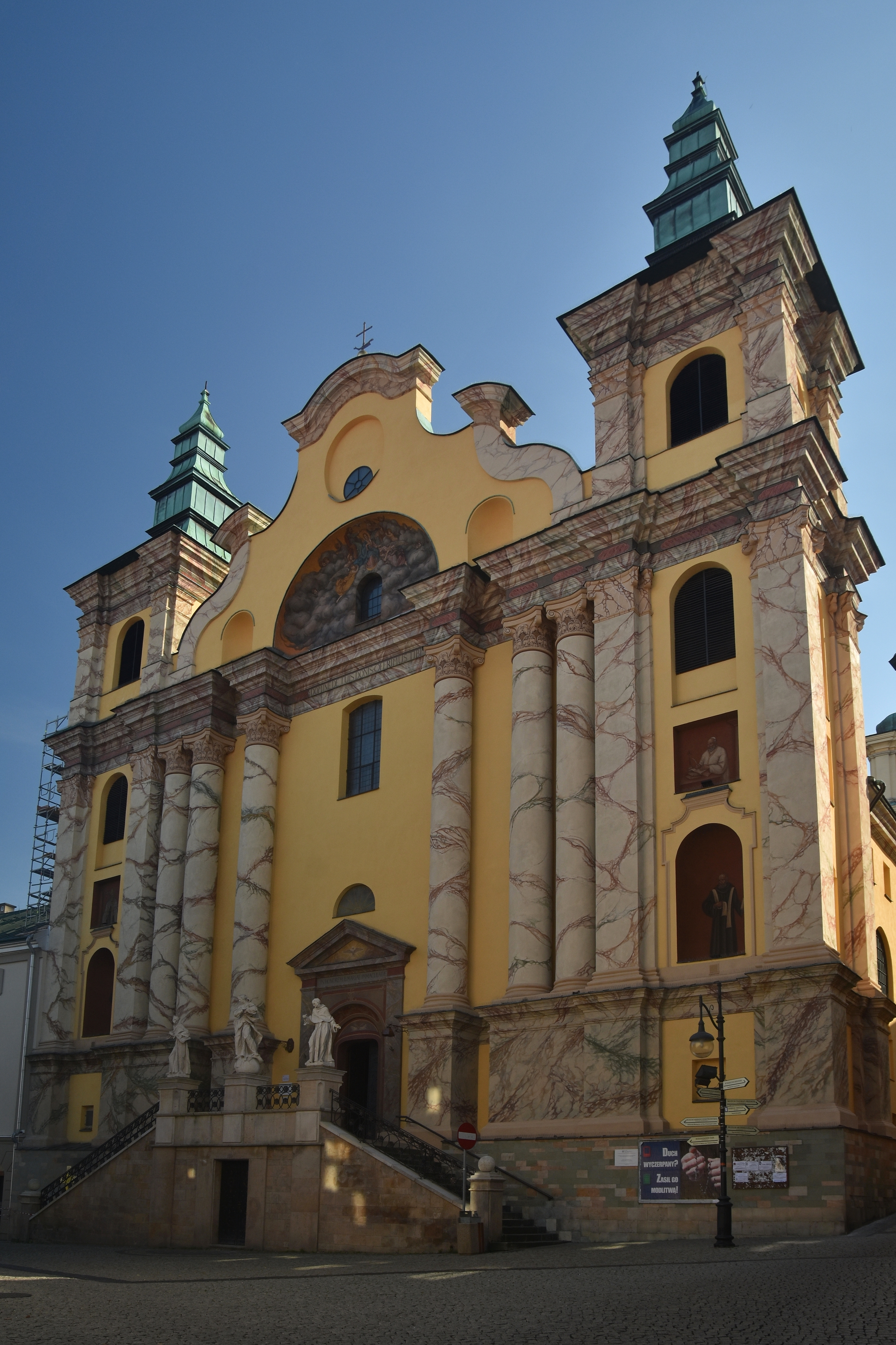
Blick auf die Fassade

Die Franziskanerkirche (poln. Kościół Franciszkanów) ist eine römisch-katholische Kirche in der Altstadt von Przemyśl.

## Geschichte
Das Franziskanerkloster stammt aus dem Jahr 1237. Der Kirchenbau wurde 1378 vollendet und von Bischof Erik von Winsen eingeweiht. Er wurde 1638 durch einen Brand stark beschädigt und die Kirche wurde bis 1658 im Barockstil wieder aufgebaut. Der heutige Bau stammt aus den Jahren 1754–1778.